# Zona Sudportuguesa

Ubicación de la Zona Sudportuguesa en el contexto geológico de la península ibérica.

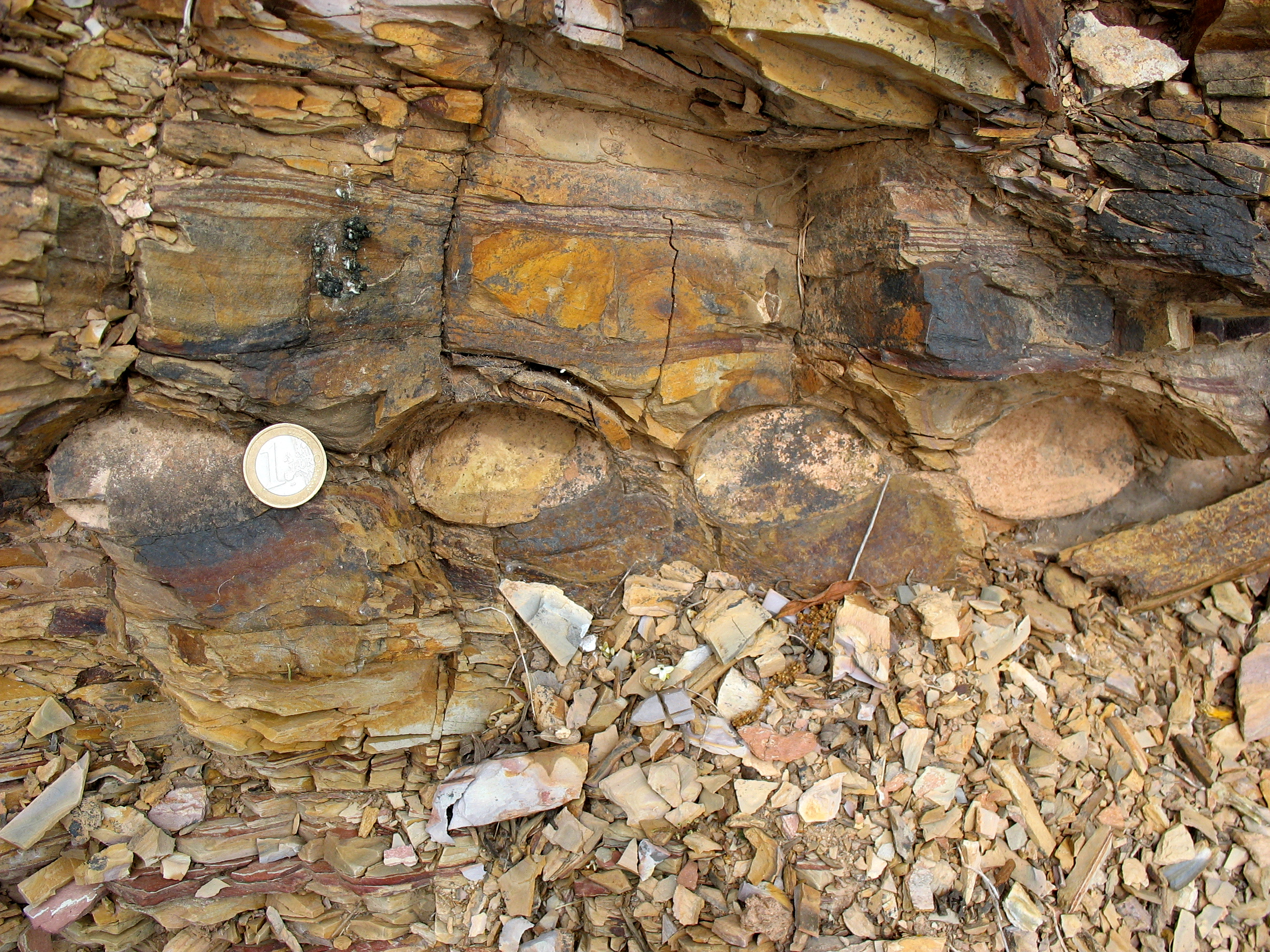
Boudinage en la Formación Mira (Grupo Flysh Baixo Alentejo) de edad Viseense a Bashkiriense (Carbonífero del Dominio meridional).

La Zona Sudportuguesa es una de las unidades geológicas en las que se subdivide el Macizo Ibérico. Corresponde a una región externa del orógeno varisco, con depósitos marinos del Devónico Medio al Carbonífero, metamorfismo de bajo grado, foliación tectónica general y abundante magmatismo. Su límite con la Zona de Ossa-Morena presenta ofiolitas, que atestiguan un cierre oceánico y sutura de bloques.

## Características
Atendiendo a la estratigrafía se distinguen tres dominios: Dominio septentrional o Pulo do Lobo, Dominio central o Faja Pirítica Ibérica y Dominio meridional o Suroeste Portugués. También se distingue una cuenca postorogénica de menor entidad, la cuenca pérmica del Viar, rellena por sedimentos continentales y materiales volcánicos. La Faja o Franja Pirítica destaca por contener la mayor acumulación mundial de sulfuros metálicos masivos, de enorme importancia económica (minas de São Domingos, Neves Corvo, Tharsis, Riotinto o Aznalcóllar). Se formaron durante el Carbonífero Inferior, en un momento extensional de la cuenca previo a la colisión varisca.